# Грин, Томас (рыцарь)
Сэр Томас Грин (англ. Sir Thomas Green; приблизительно 1461 — 9 ноября 1506, Тауэр, Лондон, Королевство Англия) — английский рыцарь, землевладелец из Нортгемптоншира, известный в первую очередь как дед королевы Екатерины Парр. Умер в Тауэре, куда был заключён из-за подозрений в измене.

## Биография
О жизни Томаса Грина известно немногое. Он принадлежал к старинному рыцарскому роду, обосновавшемуся в Нортонс Грине (Нортгемптоншир, Центральная Англия) в XIV веке, и был сыном сэра Томаса Грина и Мод Трокмортон. Рождение Томаса-младшего историки датируют приблизительно 1461 годом. В 1505 году Грин вместе с Джорджем Невиллом, 3-м бароном Абергавенни, оказался в Тауэре из-за обвинения в государственной измене. Позже невиновность обоих была доказана, но Грин к тому времени умер в заключении.
Сэр Томас был женат на Джейн Фогг, дочери сэра Джона Фогга и Элис Хоут. В этом браке родились две дочери:
- Энн (приблизительно 1489 — до 14 мая 1523), жена Николаса Вокса, 1-го барона Бокса из Херроудена;
- Мод (6 апреля 1492 — 1 декабря 1531), жена сэра Томаса Парра и мать Екатерины Парр, шестой жены короля Генриха VIII[2].